# Medaille voor de 1000e Verjaardag van Kazan
De Medaille voor de 1000e Verjaardag van Kazan (Russisch: "Медаль «В память 1000-летия Казани" of "Medal "V pamjat 1000-letija Kazani") werd op 30 juni 2005 ingesteld door de Russische Federatie. De stad vierde in 2005 het 1000-jarig bestaan, ook al is er over de eerste jaren van Kazan weinig met zekerheid bekend. De stad is volgens sommige historici in de 14 of 15e eeuw gesticht.
De onderscheiding werd uitgereikt aan de in Kazan wonende veteranen van de Tweede Wereldoorlog, aan arbeiders die tijdens de oorlog ten minste zes maanden in Kazan hadden gewerkt en daarvoor al eerder werden onderscheiden en burgers die significant aan de ontwikkeling van de stad hadden bijgedragen.
Op 7 september 2010 werd deze medaille in een Presidentieel Decreet van de lijst van onderscheidingen van de Russische Federatie geschrapt. Men mag de medaille nog wel dragen.

## De medaille
De ronde messing medaille heeft een diameter van 32 millimeter en draagt aan de voorkant een afbeelding van het kremlin van Kazan met daarachter een stralende zon met het rondschrift "В память 1000-летия Казани"). Op de keerzijde staat het wapen van Kazan ( een basilisk) op een gekorrelde achtergrond en de in lauweren geplaatste jaartallen "1005 - 2000" afgebeeld.
De medaille wordt op de linkerborst gedragen aan een vijfhoekig gevouwen groen-wit-rood lint waarvan de witte baan smaller is dan de twee andere banen.
Op een dagelijks uniform mag men een baton in de kleuren van het lint dragen.